# Liste der Bodendenkmale in Röderland
In der Liste der Bodendenkmale in Röderland sind alle Bodendenkmale der brandenburgischen Gemeinde Röderland und ihrer Ortsteile aufgelistet. Grundlage ist die Veröffentlichung der Landesdenkmalliste mit dem Stand vom 31. Dezember 2021. Die Baudenkmale sind in der Liste der Baudenkmale in Röderland aufgeführt.
|    | Gemarkung          | Flur | Kurzansprache                                                                                  | Bodendenkmalnummer | Bemerkung | Bild |
| -- | ------------------ | ---- | ---------------------------------------------------------------------------------------------- | ------------------ | --------- | ---- |
| 1  | Haida (Lage)       | 1    | Pechhütte Neuzeit, Pechhütte deutsches Mittelalter                                             | 20017              |           |      |
| 2  | Haida (Lage)       | 1, 3 | Dorfkern deutsches Mittelalter, Dorfkern Neuzeit                                               | 20018              |           |      |
| 3  | Prösen (Lage)      | 5    | Siedlung römische Kaiserzeit                                                                   | 20007              |           |      |
| 4  | Prösen (Lage)      | 3    | Dorfkern Neuzeit, Kirche Neuzeit, Kirche deutsches Mittelalter, Dorfkern deutsches Mittelalter | 20008              |           |      |
| 5  | Reichenhain (Lage) | 1    | Dorfkern deutsches Mittelalter, Dorfkern Neuzeit                                               | 20026              |           |      |
| 6  | Saathain (Lage)    | 3    | Siedlung Bronzezeit                                                                            | 20010              |           |      |
| 7  | Saathain (Lage)    | 1    | Dorfkern deutsches Mittelalter, Dorfkern Neuzeit, Siedlung Eisenzeit                           | 20012              |           |      |
| 8  | Saathain (Lage)    | 3    | Siedlung römische Kaiserzeit                                                                   | 20013              |           |      |
| 9  | Stolzenhain (Lage) | 4    | Gräberfeld Bronzezeit                                                                          | 20014              |           |      |
| 10 | Stolzenhain (Lage) | 3, 4 | Kirche Neuzeit, Kirche deutsches Mittelalter, Dorfkern deutsches Mittelalter, Dorfkern Neuzeit | 20015              |           |      |
| 11 | Stolzenhain (Lage) | 2    | Siedlung römische Kaiserzeit                                                                   | 20016              |           |      |
| 12 | Wainsdorf (Lage)   | 1    | Gräberfeld Bronzezeit                                                                          | 20023              |           |      |
| 13 | Wainsdorf (Lage)   | 2    | Wüstung deutsches Mittelalter                                                                  | 20024              |           |      |
| 14 | Wainsdorf (Lage)   | 3    | Dorfkern deutsches Mittelalter, Dorfkern Neuzeit                                               | 20025              |           |      |
| 15 | Würdenhain (Lage)  | 4    | Siedlung Urgeschichte, Gräberfeld Eisenzeit                                                    | 20019              |           |      |
| 16 | Würdenhain (Lage)  | 1    | Turmhügel deutsches Mittelalter                                                                | 20020              |           |      |
| 17 | Würdenhain (Lage)  | 3    | Siedlung Urgeschichte                                                                          | 20021              |           |      |
| 18 | Würdenhain (Lage)  | 2    | Kirche Neuzeit, Kirche deutsches Mittelalter, Dorfkern Neuzeit, Dorfkern deutsches Mittelalter | 20022              |           |      |